# 西鐵小郡站

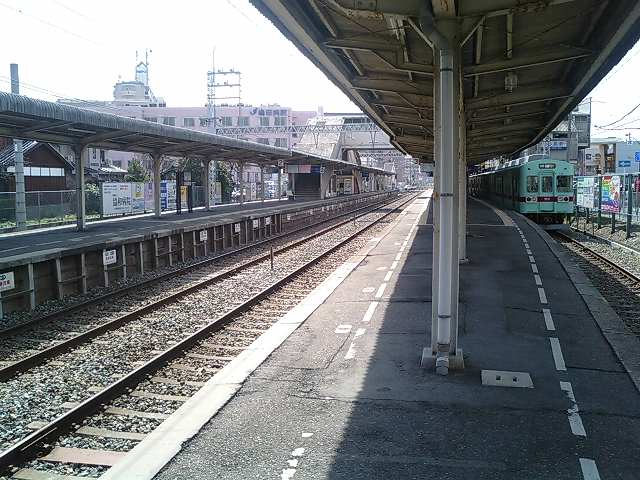
站內

西鐵小郡站（日语：／ Nishitetsu-Ogōri eki */?）是位於福岡縣小郡市祇園一丁目，西日本鐵道（西鐵）的天神大牟田線車站。車站編號為T22。
車站位於小郡市中心，此站可轉乘甘木鐵道甘木線的小郡站。

## 歷史
- 1924年（大正13年）4月12日 - 小郡站啟用。
- 1942年（昭和17年）9月22日 - 車站改名為西鐵小郡站。
- 1956年（昭和31年）12月1日 - 準急的後身「本地急行」開始停靠。
- 1957年（昭和32年） - 翻新車站大樓。
- 1959年（昭和34年）5月1日 - 「本地急行」升級至急行，成為急行停車站（後來急行升級至特急）。
- 1967年（昭和42年）3月 - 設置跨線橋。
- 1989年（平成元年）9月22日 - 翻新車站大樓。
- 2008年（平成20年）5月18日 - 此站開始可以使用IC卡nimoca。
- 2010年（平成22年） - 設置升降機
- 2017年（平成29年）2月1日 - 此站引入車站編號[1]。

## 車站構造
車站是一座地面車站，設有2面4線的島式月台。在西邊設有出入口、迴旋路和西鐵的士專用停車場。

### 月台
| 月台 | 路線          | 上下行 | 方向                     | 備註 |
| ---- | ------------- | ------ | ------------------------ | ---- |
| 1、2 | ■天神大牟田線 | 下行   | 久留米、柳川、大牟田方向 |      |
| 3、4 | ■天神大牟田線 | 上行   | 二日市、福岡（天神）方向 |      |

日間設有於此站折返的列車（筑紫以北為急行的班次），每30分鐘一班。這些列車不可轉乘往久留米、大牟田方向。但是，在2021年3月13日時間表修正後，平日日間特急降級至急行，同時可轉乘久留米、大牟田方向列車。2、3號月台為本線，1、4號月台為待避線，待避線主要在日間使用，急行列車和普通列車可進行緩急接續。

## 使用狀況
在2017年度，1日平均上下車人次為11,117人，在西鐵車站中排名第16位。
以下為各年度1日平均上下車人次列表。
| 年度   | 1日平均 上下車人次 |
| ------ | ------------------ |
| 2000年 | 14,117             |
| 2001年 | 13,510             |
| 2002年 | 13,011             |
| 2003年 | 12,534             |
| 2004年 | 12,414             |
| 2005年 | 12,301             |
| 2006年 | 12,317             |
| 2007年 | 12,321             |
| 2008年 | 12,325             |
| 2009年 | 11,990             |
| 2010年 | 11,867             |
| 2011年 | 11,806             |
| 2012年 | 11,640             |
| 2013年 | 11,926             |
| 2014年 | 11,471             |
| 2015年 | 11,434             |
| 2016年 | 11,320             |
| 2017年 | 11,117             |
| 2018年 |                    |
| 2019年 | 10,890             |

## 車站周邊
官公署
- 小郡警察署（日语：小郡警察署）
  - 站前交番

消防署
- 三井消防署

公共設施
- 小郡市政廳
- 小郡市立體育館
- 小郡市文化會館
- 七夕會館

銀行
- 西日本都市銀行
- 福岡銀行

醫療
- 嶋田醫院
- 協和醫院

學校
- 小郡市立小郡小學
- 小郡汽車學校（日语：小郡自動車学校）
- 普利司通游泳學校

商業
- 西鐵商店（日语：西鉄ストア）
- Cosmos（日语：コスモス薬品）
- DRUGSTORE MORI
- MaxValu（日语：マックスバリュ）
- Daiso
- 西鐵的士（日语：福岡西鉄タクシー）小郡營業所

其他
- 小郡官衙遺蹟（日语：小郡官衙遺跡）

## 巴士路線
- 西鐵巴士佐賀（日语：西鉄バス佐賀）
  - 20、30：彌生丘站、鳥栖Premium·Outlet（日语：鳥栖プレミアム・アウトレット）、JR鳥栖站方向
- 小郡市社區巴士（日语：小郡市コミュニティバス）
  - 2：■端間、大原路線 - 下小郡、自衛隊前（日语：小郡駐屯地）方向 / 小郡交流中心、端間站、明日、小郡市政廳、文化會館方向
  - 5：■東野、美鈴丘（日语：美鈴が丘）路線 - 西島、希美丘、美鈴丘、三國丘站前方向 / 文化會館、小郡市政廳、明日方向

※於迴旋路東邊巴士站出發。
※約300米東邊設有小郡市政廳前巴士站，所有小郡市社區巴士路線均停靠該站。

## 相鄰車站
西日本鐵道
■天神大牟田線
■特急
通過
■急行
三國丘（T19）－西鐵小郡（T22）－宮之陣（T25）
■普通
大保（T21）－西鐵小郡（T22）－端間（T23）

## 注腳
1. ↑   (PDF). 西日本鐵道. 2017-01-24  [2017年3月20日]. （原始内容存档 (PDF)于2020-07-28） （日语）.
2. ↑  鉄道事業｜企業・グループ情報《西鉄について》 （页面存档备份，存于）（日語） 平成29年度 站別上下車人次
3. ↑  福岡市統計書 （都市圈之概況） 福岡都市圈之私鐵各站上下車人次

## 外部連結
- 西鐵小郡站（西鐵沿線web） （页面存档备份，存于）（日語）